# Karel Appel
Pour les articles homonymes, voir Appel.
Karel Appel né le 25 avril 1921 à Amsterdam et mort le 3 mai 2006 à Zurich, est un peintre et sculpteur néerlandais, cofondateur du groupe CoBrA.

## Biographie
Il a étudié à l'Académie royale des beaux-arts d'Amsterdam entre 1940 et 1943, et a commencé à exposer en 1946. Il tire ses influences de Pablo Picasso, Henri Matisse et Jean Dubuffet. Il rejoint le  Experimentele Groep in Holland  ,, opposé à l'abstraction géométrique et créé le 16 juillet 1948, mouvement qui regroupait les artistes Constant Nieuwenhuys, Asger Jorn, Guillaume Cornelis van Beverloo, Anton Rooskens, Theo Wolvecamp et Jan Nieuwenhuys, Eugène Brands. Le groupe fait paraître en deux numéros en octobre/novembre 1948 la revue Reflex où déjà s'annonce le  mouvement CoBrA, et qui marque la constitution du Groupe Expérimental Hollandais et qui anticipe sur la revue Cobra (revue) qui allait paraître l'année suivante au Danemark, puis en  Belgique, puis aux Pays-Bas.
Appel est ensuite cofondateur du mouvement CoBrA en 1948, avec Guillaume Cornelis van Beverloo, Constant Nieuwenhuys, Asger Jorn, Jan Nieuwenhuys et Christian Dotremont.
En 1950, il s'installe à Paris et développe une réputation internationale en voyageant au Mexique, aux États-Unis, en Yougoslavie et au Brésil.
Il a fait ses études à l'Académie royale des beaux-arts à Amsterdam.
Sa première exposition se fit en 1946 à Groningue aux Pays-Bas, puis notamment par la suite aux Palais des Beaux-arts de Bruxelles (1953), à la Martha Jackson Gallery à New York (1954), à la Galerie Rive Droite à Paris (1955-1956), en 1968 au Centre d'art contemporain de Paris, au Centraal Museum (Rétrospective), Utrecht, Pays-Bas (1970), au musée d'art contemporain de Montréal (1972), au New York Cultural Center (1973), à la Wildenstein Gallery (Londres) et à la Fuji Television Gallery (Tokyo) 1975, Museo de Arte Moderno (retrospective), Mexico (1977), à Paris Art Center (1988) au National Museum of Art, Osaka et à l'Hiroshima City Museum of Contemporary Art (1989), à la Fundacion Juan Miró, Barcelone (1990), au National Museum of Comtemporary Art, Séoul (1994), à la galerie Lelong, Paris (2003, 2009, 2011), au musée Cobra, Amstelveen (2005) et à Almine Rech Paris en 2019.
Il a été inhumé au cimetière du Père-Lachaise (22e division).
Se référant à van Gogh et à la figuration expressionniste, Appel prône une expression gestuelle, primitive et enfantine, avec un chromatisme accentué et souvent provocant.

## Distinctions
- Commandeur de l'ordre du Lion néerlandais

## Galerie

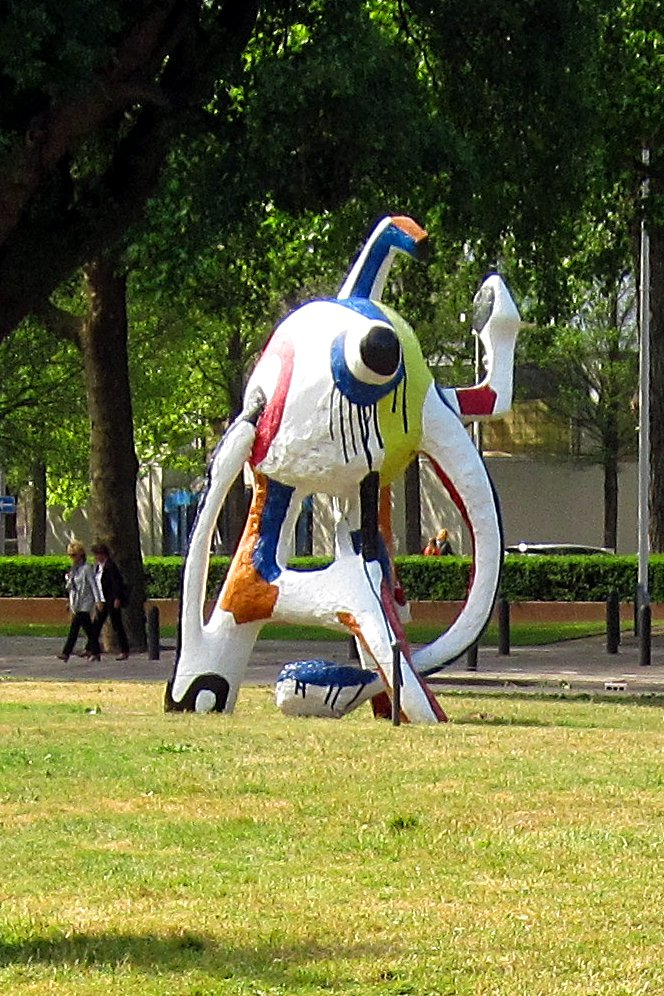
L'Éléphant, 1950, bronze peint
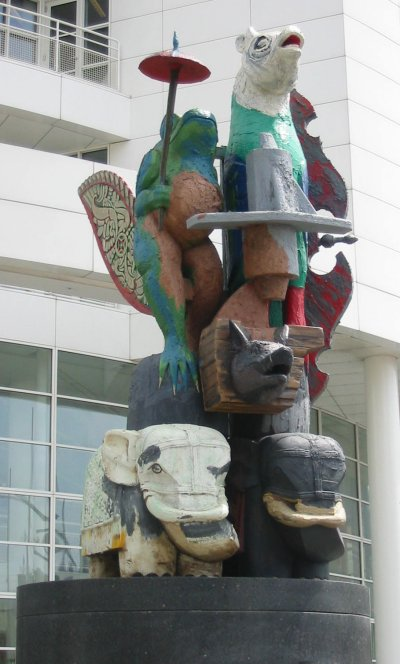
Grenouille au parapluie
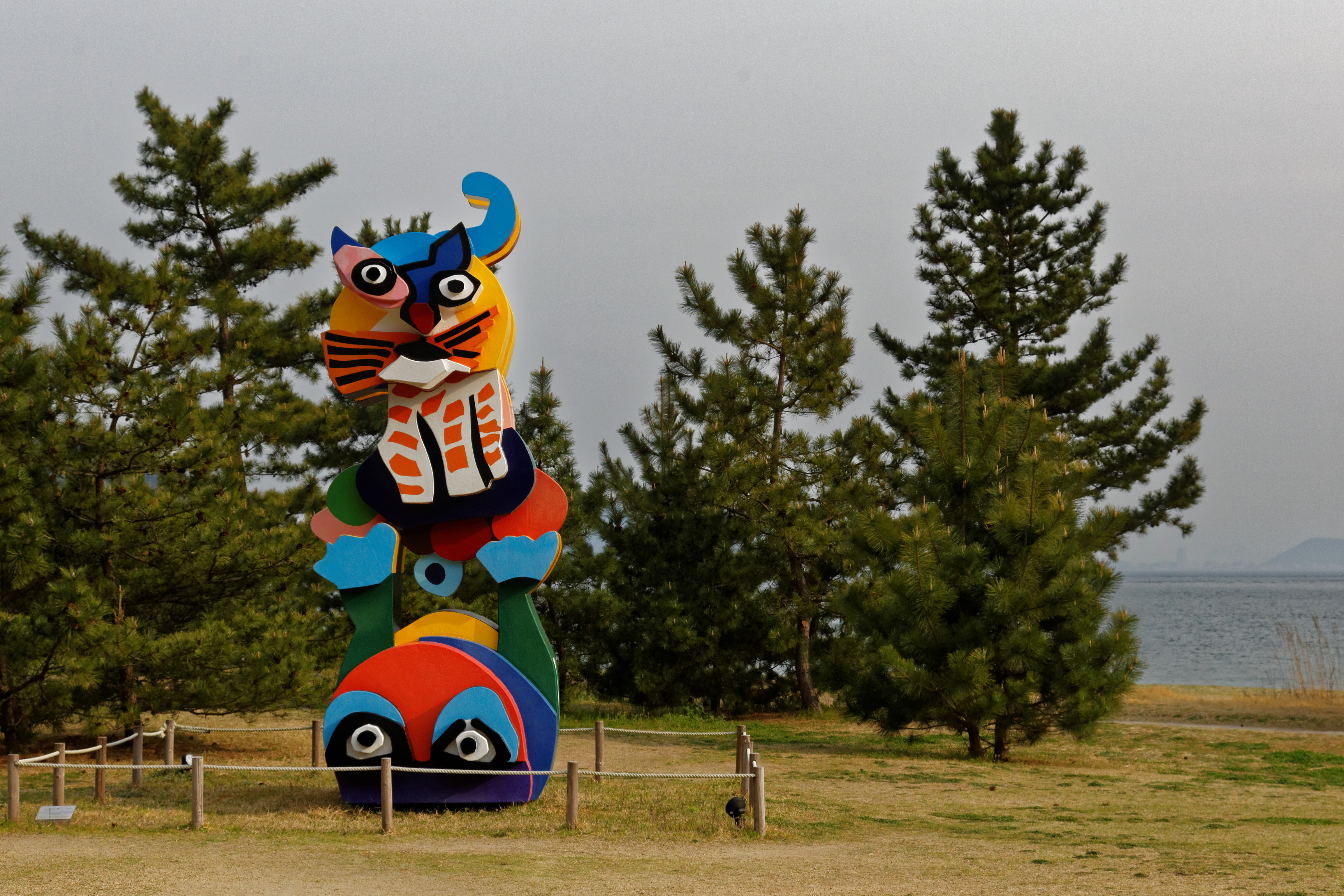
Grenouille et chat à Naoshima, Japon, 1990
Épreuve d'artiste, sérigraphie, 1986, musée CODA.